# V.K克
V.K克（英語：V.K，1982年11月18日—），本名許勤毅，台灣基隆市人，擁優秀琴藝，新世紀音樂創作人及流行鋼琴演奏家。創作領域橫跨個人演奏專輯，電影配樂，電玩配樂，廣告配樂，並擔任多部電影音樂總監。

## 記錄&獎項
- 連續兩張專輯登上KKBOX演奏類排行榜冠軍。
- 專輯銷售蟬聯博客來音樂榜進榜100週。[2]
- 偶像自傳書《我就是我的無限大》博客來明星寫真榜TOP3。
- 所有作品連續兩年皆進入博客來年度百大
- 作品《手掌心》＂丁噹＂演唱Youtube點閱率突破1億人次點閱。並獲蒙牛酸酸乳年度最佳影視歌曲（電視劇蘭陵王）
- 作品《手掌心》入圍 安徽衛視2013國劇盛典-最受觀眾喜愛電視劇歌曲
- 《第三樂章》專輯主打歌曲，Evolution era 登上日本iTunes演奏榜冠軍 (2014,2015)
- 《到不了的地方》電影配樂入圍 Apollo Awards 2015(亞洲阿波羅影視大獎) 最佳音樂音效
- 第9屆KKBOX數位音樂風雲榜 - 年度最佳電視原聲帶單曲獎《手掌心》
- MusicRadio中國TOP排行榜頒獎典禮 - 年度最佳影視歌曲獎《手掌心》
- Hito流行音樂頒獎典禮 - hito電視主題曲獎《手掌心》
- 《OUR STORY》新歌+精選專輯，登上日本AMAZON 演奏類銷售榜冠軍
- 《幻城-電視配樂原聲帶》入圍2017金曲獎最佳演奏錄音專輯獎[3]

## 早年
V.K克4歲開始學琴，12歲開始嘗試作曲。在14歲時診斷出罹患僵直性脊椎炎。

## 音樂歷程
曾連續兩張專輯登上KKBOX數位音樂排行榜演奏類第一名，第三張專輯主打歌「Evolution Era」榮登日本iTunes演奏類冠軍。
V.K克創作領域橫跨個人演奏專輯，電影，電玩，廣告配樂，且擔任多部電影，電視劇音樂總監。如偶像劇歌姬丁噹所演唱的《蘭陵王》片尾曲「手掌心」及為金曲歌王蕭敬騰量身打造電影《到不了的地方》同名主題曲。2014年為大陸電視劇《離婚律師》製作配樂，並邀請范瑋琪演唱插曲「與愛為鄰」。
同年也為台灣跨界國樂美少女團體『無双樂團』創作全新風格流行國樂曲。2015年與蘭陵王製作團隊再度攜手合作，為電視劇《千金女賊》製作戲劇配樂，並再次創作深情片尾情歌「桃花結」。
八八風災時，V.K克以單曲《愛‧無限》，協助捐款賑災。
2009年，推出第一張個人鋼琴演奏創作專輯《鏡夜》
2010年，推出第二張創作專輯《愛‧無限》，同年舉辦《愛‧無限台北演奏會》
2010年11月，推出第一本個人創作琴譜《愛‧無限-鋼琴典藏琴譜Vol .1》
2011年7月1日，推出第一本偶像書籍《我就是我的無限大：V.K克樂譜寫真書》
2011年12月，推出第二本個人創作琴譜《愛‧無限-鋼琴典藏琴譜Vol .2 》(含2010愛無限演奏會全紀錄DVD與伴奏CD)，之後於2014推出無DVD版樂譜。
2011年，V.K克為導演金馬獎導演李佑寧所拍攝之電影麵引子創作的電影配樂。
2012年，創辦首屆琴之翼V.K克國際鋼琴大賽、並舉辦I am infinity 亞洲巡迴演奏會 ，於台北、台中、高雄、上海等城市演出。
2013年，受邀溫哥華Abbvie GM meeting當特別來賓。
2013年，六月，推出《鏡夜》典藏鋼琴譜集(附贈伴奏CD)
2013年，八月推出了第三張個人鋼琴創作專輯《第三樂章》。並首次登上國家音樂廳舉行售票演奏會。
2013年-2014年，受邀前往美國加州聖荷西舉行演奏會。芝加哥、奧蘭多等城市演出。
2013年10月1日，V.K克 正式加入小巨人音樂國際有限公司旗下藝人
2014年，發行《第三樂章》鋼琴譜集(精裝附伴奏CD)
2015年，與美國發行商musicnotes合作，發行V.K克數位電子樂譜。
2015年，受邀前往羅馬等城市演出，這是V.K克首次踏上南美與歐洲之演出。
2015年12月2日，於日本出道，EXIT TUNES發行《Our Story Best of V.K》專輯。
2015年12月16日，推出第四張《Our Story Best of V.K》創作+精選專輯
2015年12月27日，於TICC台北國際會議中心舉辦 V.K克 2015 Best For You 首站台北 演奏會
2016年，赴美國邀請波士頓交響樂團合作錄製《幻城》電視劇配樂

## 作品
- 《鏡夜》（2009年1月1日）

1. INTRO~ VENUS~
2. 鏡夜
3. 戀‧冬
4. 香草泡泡的季節
5. EPISODE I ~ 私たちは幸福が要る...~
6. 獅子大張嘴
7. 海洋之息
8. 抹茶拿鐵
9. EPISODE II ~雪の舞~
10. 純白
11. 旋轉木馬前的約定
12. 精靈之歌
13. 晨星
14. FINAL ~ 幸せな約束だ~
15. 緋櫻

- 《愛‧無限》（2010年5月8日）

曲目：
1. 《~Intro~未来へ~》
2. 琴之翼
3. 風の痕跡
4. 向日葵的祈愿
5. 《~思い出の箱~》
6. 守護天使
7. 地球之涙
8. 早晨的第一道光芒與你的微笑
9. 《~キミとの約束~》
10. 愛‧無限
11. 亞特蘭提斯之戀
12. 花水月
13. 《~エンジェルの詩~》
14. 小星星幻想曲
15. 淚的聲音
16. 茉莉‧想念

- 《愛‧無限-鋼琴典藏琴譜Vol .1》（2010年11月 初版，2011年3月 二版）
- 《我就是我的無限大：V.K克樂譜寫真書》( 2011年7月1日 初版 )
- 《愛∞無限2010台北演奏會全記錄 Live CD》 (數位發行)（2012年9月7日）
- 《愛‧無限-鋼琴典藏琴譜Vol .2》（2012年12月 初版）
- 《鏡夜鋼琴典藏譜集》（2013年6月 初版）
- 《第三樂章》（2013年8月2日）

曲目：
1. Evolution Era
2. 沒有出口的迷宮
3. 同心円
4. 擁抱的溫度
5. 戀愛賞味期
6. 到不了的地方 (電影《到不了的地方》配樂
7. 放手
8. 早晨的第一道光芒與你的微笑
9. 你那艘在高山飛行的船(電影《到不了的地方》配樂
10. 緋櫻 (鋼琴版)
11. 十億光年的距離
12. 手掌心 (鋼琴版)(電視劇《蘭陵王》配樂)
13. 雪舞 (電視劇《蘭陵王》配樂改編)
14. 幸せの鍵
15. 逆動‧平行時空 (Rayark 最新音Game 《Deemo收錄曲》
16. 茉莉‧想念

- 《V.K克 Official APP》（2014年）
- 《紙飛機的冒險》數位EP（2014年）
- 《V.K克《第三樂章》鋼琴譜集》（2014年5月28日）
- 《V.K克 精選鋼琴譜集(中階)》（2015年6月12日）
- 《Our Story Best of V.K 日本盤》（2015年12月2日）
- 《Our Story Best of V.K 新歌+精選專輯》（2015年12月18日）

## 配樂作品
- 《麵引子電影原聲帶－V.K克電影配樂作品》（2011年10月21日）：第一張電影原聲帶作品，為電影麵引子所創作之配樂。
- 《到不了的地方》電影原聲帶 及 "到不了的地方"電影主題曲 蕭敬騰演唱
- 《蘭陵王》電視劇配樂 及 片尾曲《手掌心》丁噹演唱
- 《離婚律師》電視劇配樂 及 插曲《與愛為鄰》范瑋琪 演唱
- 《千金女賊》電視劇配樂 及 片尾曲《桃花結》王詩安 演唱
- 《幻城》電視劇配樂
- 中華電視公司旗下頻道台呼
  - “Evolution era”：下個節目預告
  - 《紙飛機的冒險》：現在播出節目提示
- 恋与制作人配樂BGM
- 《好想和你在一起》網劇插曲-《可不可以喜歡你》陳芳語演唱

## 影像作品
- 新北郡電視廣告-V.K克鋼琴篇

## 演奏會
- 《愛∞無限 台北演奏會》（2010）
- 《I am infinity 台灣巡迴演奏會》（2012）
- 《V.K克《第三樂章》世界巡演》（2013）
- 《V.K克 2015 Best For You 演奏會》（2015）
- 《2016 V.K克 Best For You 基隆吉咕拉站 基隆文化中心》（2016）
- 《2017 穿越時空愛上你-2017台中圓滿室內樂團x范宗沛xV.K克年度公演》（2017）
- 《時空漣漪》亞洲巡迴演奏會（2018-2019）
- 《V.K克 2022 水之形 The Forms Of Water 演奏會》（2022）

## 爭議

### 編曲抄襲爭議
由V.K克所編曲的《女神聯盟》手機遊戲主題曲〈穿越時空〉，因被發現其編曲風格與轉換技巧等方面疑似抄襲了《魔法少女小圓》的主題曲〈コネクト〉而受到網友與部份作曲家批判，並造成V.K克於粉絲專頁道歉。

## 相關網站
- V.K克國際官方網站
- YouTube上的V.K克頻道
- V.K克的Facebook專頁
- VK克的新浪微博
- V.K克的X（前Twitter）
- V.K克在香港影庫上的簡介
- V.K克在互联网电影资料库（IMDb）上的資料（英文）